# Magnetostrikció

Magnetostrikció
(S=déli, N=északi pólus)

A magnetostrikció vagy magnetosztrikció a ferromágneses anyagok mágneses igénybevétel hatására létrejövő rugalmas alakváltozása. Magnetostrikciót mutató anyagot mágneses térbe helyezve a felmágneseződés közben megváltozik a mérete, és alakja. 

## Történet
A jelenséget először  James Prescott Joule figyelte meg vas és acél mintán. Joule 1841 vége felé F. D. Arstall ötlete nyomán kezdte el ez irányú kísérleteit. Az elsődleges megfigyelések szerint a mágneses térbe helyezett vasdarabnak megnövekedett a mérete. Lehetségesnek tűnt a mágneses tér gyors irányváltoztatásával létrehozott méretváltozást valamiféle mechanikai mozgatásra hasznosítani. Joule 1842 februárjában Manchesterben a Royal Victoria Gallery-ben egy előadáson mutatta be az első kísérletek eredményeit, amelyek aztán nyomtatásban is megjelentek. A kezdeti kísérleteket később részletesebb vizsgálatok követték. A minden körülményre kiterjedő teljes dokumentáció 1847-ben a Philosophical Magazine-ban jelent meg.

## A jelenség

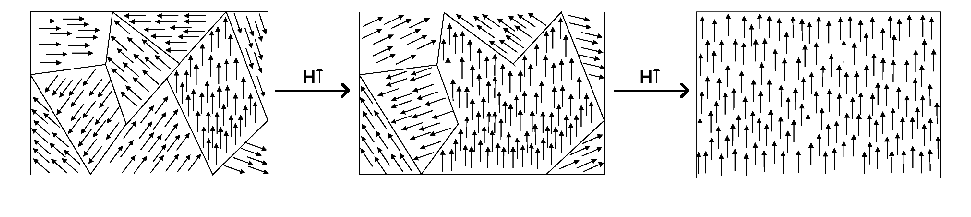
A mágneses domének méretének növekedése és elfordulása a külső mágneses tér hatására

A ferromágneses anyagokban egy-egy doménen belül azonos a mágnesezettség, a 10-9-10-12 cm³ térfogatú tartományok a telítésig mágnesezettek. A kb. ~1015 számú atomot tartalmazó tartományokhoz rendelhető egyedi mágnesezettségek azonban gyakran ellentétesek, a rendezetlenség miatt akár ki is olthatják egymást. A minta teljes mágnesezettsége lényegében zérus, azaz akár nincs is észrevehető mágnesesség. Külső mágneses térbe helyezve a vasat a domének igyekeznek a tér irányába beállni, kialakul az anyag makroszkópikusan is észlehető mágnesezettsége, ami a külső mágneses tér megszűnés után is megmarad.
A külső mágneses tér növekedésekor a külső tér irányával kis szöget bezáró mágnesezettségű domének térfogata növekszik. Ez a folyamat az úgynevezett faleltolódás, amit a különféle – pl. szennyező atomok által okozott – rácshibák lassítanak. Erős mágneses tér hatására egy-egy domén mágnesezettsége ugrásszerűen is beállhat a tér irányába, ezek a Barkhausen-ugrások. Amikor minden domén a tér irányában áll, az anyag egyetlen doménnak tekinthető, ez a mágneses telítettség állapota.
A mágneses tér nagyságának és irányának periodikus változása a domének irányultságának periodikus változását okozza. A mikroszkópikus doménok más elrendeződése miatt az anyag makroszkópikus mérete megváltozik. Az anyag megnyúlik, illetve összehúzódik, mérete – pl. hosszúsága a külső tér frekvenciájának megfelelően periodikusan változik.
Egy anyag magnetostrikciós tulajdonságát a magnetostrikciós együtthatóval jellemzik. Ez a dimenzió nélküli szám a relatív hosszváltozást adja meg miközben a mágnesezettség a nulláról a telítettségig növekszik. Egy adott anyagnál ez az együttható a különböző kristálytengelyek irányában a mágneses anizotrópia miatt különböző lehet.
Hidegen hengerelt lemezeknél hőkezelés után {\displaystyle B=1,5\,{\mbox{T}}} mágneses indukció mellett a relatív megnyúlás értéke a hengerlés irányában 10−6, arra merőlegesen pedig 10−5 körüli.
A magnetostrikciót mutató anyagok képesek a mágneses energiát mozgási energiává alakítani, vagy fordítva. A doménfalak gyors eltolódása miatt azonban időben változó mágneses mező alakul ki, ami elektromos mezőt indukál, azaz a kristályban kiterjedt áramot, ún. örvényáramot indít. Az örvényáram a ferromágneses anyagban hőt termel, ez energiaveszteséget okoz.

## Alkalmazások
A jelenség kihasználásával különböző működtetők, beavatkozók és érzékelők készíthetők.
Az egyik ilyen gyakorlati alkalmazás az ultrahangkeltés. Erre általában kötegelt Ni-lemezeket használnak, melyek  belsejében lévő tekercsekre váltakozó áramot kapcsolnak. Az alkalmazott váltakozó áram frekvenciája a létrehozni kívánt ultrahang frekvenciájától függ. A tekercsek által létrehozott változó mágneses térben a magnetostrikció következtében a lemezek gyors rezgéseket végeznek, rezonancia esetén a mágneses mező változásával megegyező frekvenciájú ultrahangot sugároznak. 
A jelenség fordítottja is ismert. Lemágnesezett ferromágneses rúd mechanikai rezgései a faleltolódás miatt mágneses mezőt keltenek, amely a rúd körüli tekercsben áramot kelt. Így lehetséges az ultrahang detektálása, így működik az ultrahangvevő.
Ez a jelenség felelős a transzformátorok illetve nagy teljesítményű villamos berendezések közelében hallható búgásért is. A domének ugrásszerű elfordulása lavinaszerű átfordulásokat indít meg a környező doménekben, ami elektromos feszültséget indukál, így az ugrások sistergő, sercegő zajként – Barkhausen-zajként – hallhatóak.

## Lásd még
- Piezoelektromosság
- Elektrostrikció